# 尤尔巴赫
尤尔巴赫是德国巴伐利亚州的一个市镇。总面积11.29平方公里，总人口2314人，其中男性1173人，女性1141人（2011年12月31日），人口密度205人/平方公里。